# Spiroctenus fossorius
Espèce
Synonymes
- Bessia fossoria Pocock, 1900

Spiroctenus fossorius est une espèce d'araignées mygalomorphes de la famille des Bemmeridae.

## Distribution
Cette espèce est endémique du Cap-Oriental en Afrique du Sud,. Elle se rencontre vers Port Elizabeth.

## Description
La femelle holotype mesure 12 mm.

## Publication originale
- Pocock, 1900 :  Some new Arachnida from Cape Colony. Annals and Magazine of Natural History, sér. 7, vol. 6, p. 316-333 (texte intégral).